# Ilderton Hall
Ilderton Hall é uma modesta casa de campo do século XVIII em Ilderton, Northumberland. É um edifício listado como Grade II.
A casa (55° 29′ 24″ N, 1° 58′ 30″ O) foi construída em 1733 pela família Ilderton possivelmente no local da antiga Torre Ilderton, que foi registada como ruinosa em 1541 e em 1715 quando era a residência de George Ilderton.
Sanderson Ilderton de Ilderton Hall foi Alto Xerife de Northumberland em 1829.